# Denisa Rosolová
Denisa Rosolová (née Ščerbová le 21 août 1986 à Karviná) est une athlète tchèque spécialiste du saut en longueur, du 400 mètres et des épreuves combinées.

## Carrière sportive

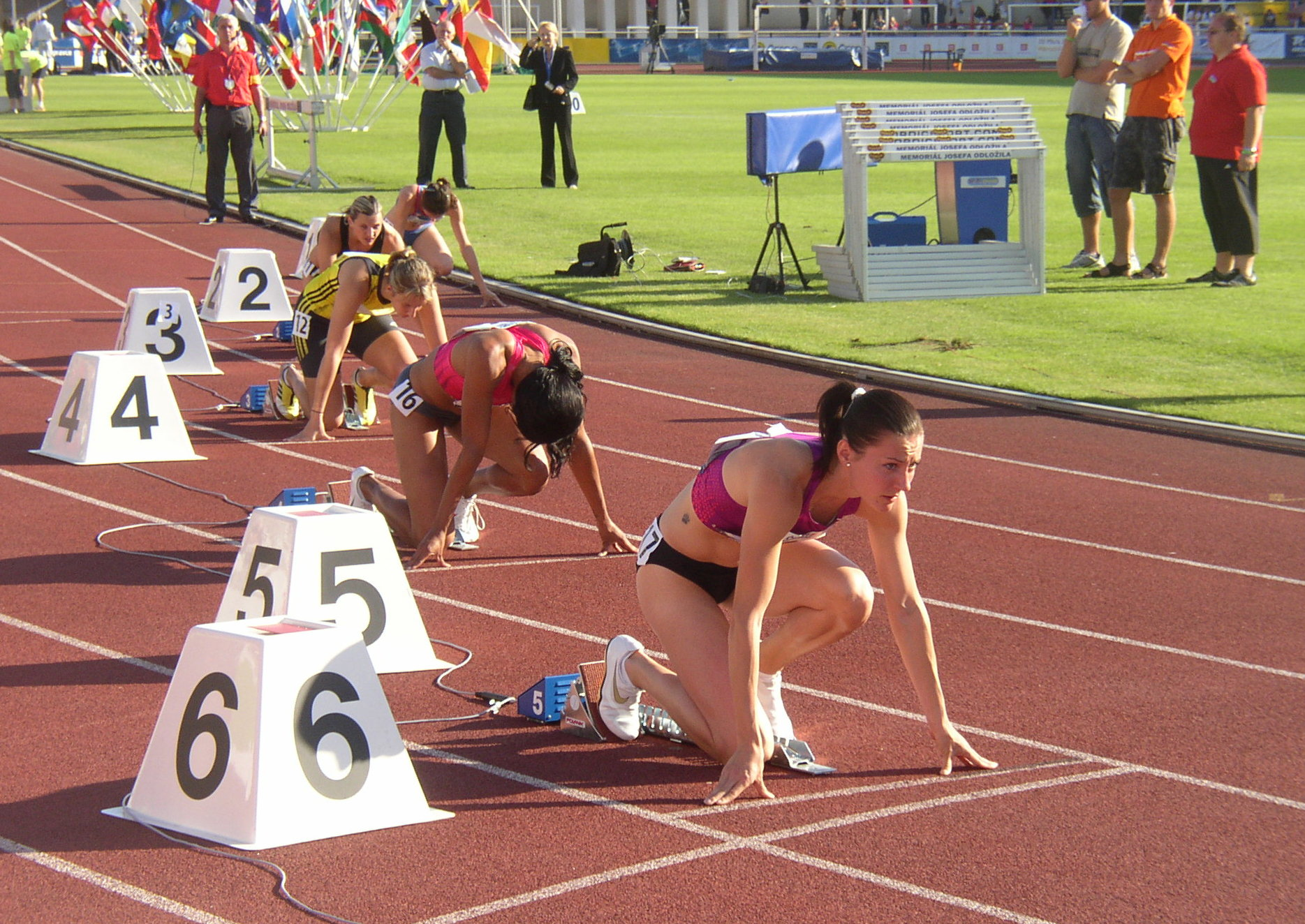
Denisa Rosolová (couloir 5) au départ de la finale du 200 m à la 17ème édition du Josef Odložil Memorial (EAA Premium Meeting, Na Julisce Stadium, Prague, Czech Republic, 14 June 2010). Derrière elle, Lenka Kršáková (1, SVK), Lucie Škrobáková (2 CZE), Isabel Le Roux (3 RSA), Carol Rodríguez (4 PUR).

Elle remporte la médaille d'argent du saut en longueur lors des Championnats du monde jeunesse 2003 de Sherbrooke, compétition mettant aux prises les meilleurs athlètes de moins de dix-huit ans. L'année suivante, à Grosseto en Italie, elle devient championne du monde junior avec un saut à 6,61 m. Éliminée dès les qualifications des Jeux olympiques de 2004, elle doit déclarer forfait à l'heptathlon lors des Championnats d'Europe de 2006.
Denisa Ščerbová remporte sa première médaille internationale en catégorie sénior en début d'année 2007 à l'occasion des Championnats d'Europe en salle de Birmingham où elle se classe troisième de la finale de la longueur en établissant un nouveau record national avec 6,64 m. En 2008, elle améliore le record national de l'heptathlon avec 4 632 points. En 2009, elle abandonne le saut en longueur.
Alignée dans l'épreuve du relais 4 × 400 mètres lors des Championnats du monde en salle 2010 de Doha, elle termine au pied du podium mais l'équipe de République tchèque est finalement reclassée en troisième position à la suite de la disqualification pour dopage de la Jamaïque. Elle termine cinquième de la finale du 400 m lors des Championnats d'Europe de Barcelone (50 s 90).
En début de saison 2011, Denisa Rosolová remporte la finale du 400 mètres des Championnats d'Europe en salle de Paris-Bercy en signant un nouveau record personnel avec 51 s 73. Elle devance les Russes Olesya Krasnomovets et Kseniya Zadorina.
Elle met un terme à sa carrière sportive le 21 novembre 2017, quelques jours après l'annonce de sa première maternité.  

## Vie privée
Elle fut mariée au joueur de tennis tchèque Lukáš Rosol. En 2011, ils ont divorcé. Elle partage désormais la vie du décathlonien Adam Sebastian Helcelet, avec lequel elle s'est fiancée le 11 novembre 2017 à la télévision tchèque.

## Palmarès
| Date | Compétition                       | Lieu             | Résultat | Épreuve     | Performance   |
| ---- | --------------------------------- | ---------------- | -------- | ----------- | ------------- |
| 2001 | Championnats du monde jeunesse    | Debrecen         | 10e      | Longueur    | 5,67 m        |
| 2003 | Championnats du monde jeunesse    | Sherbrooke       | 2e       | Longueur    | 6,40 m        |
| 2004 | Championnats du monde juniors     | Grosseto         | 1re      | Longueur    | 6,68 m        |
| 2007 | Championnats d'Europe en salle    | Birmingham       | 3e       | Longueur    | 6,64 m        |
| 2007 | Championnats d'Europe espoirs     | Debrecen         | 2e       | Longueur    | 6,80 m        |
| 2008 | TNT - Fortuna Meeting             | Kladno           | 3e       | Heptathlon  | 6 104 pts     |
| 2008 | Jeux olympiques                   | Pékin            | —        | Heptathlon  | DNF           |
| 2010 | Championnats du monde en salle    | Doha             | 2e       | 4 × 400 m   | 3 min 30 s 05 |
| 2011 | Championnats d'Europe en salle    | Paris            | 1re      | 400 m       | 51 s 73       |
| 2011 | Championnats d'Europe par équipes | Stockholm        | 2e       | 400 m       | 51 s 37       |
| 2011 | Championnats du monde             | Daegu            | 5e       | 4 x 400 m   | 3 min 26 s 57 |
| 2012 | Championnats du monde en salle    | Istanbul         | 6e       | 400 m       | 52 s 48       |
| 2012 | Championnats d'Europe             | Helsinki         | 1re      | 400 m haies | 54 s 24       |
| 2012 | Championnats d'Europe             | Helsinki         | 3e       | 4 × 400 m   | 3 min 26 s 02 |
| 2012 | Jeux olympiques                   | Londres          | 6e       | 400 m haies | 55 s 27       |
| 2012 | Jeux olympiques                   | Londres          | 6e       | 4 x 400 m   | 3 min 27 s 77 |
| 2013 | Championnats d'Europe en salle    | Göteborg         | 5e       | 400 m       | 52 s 71       |
| 2013 | Championnats d'Europe en salle    | Göteborg         | 3e       | 4 × 400 m   | 3 min 28 s 49 |
| 2014 | Ligue de diamant                  | Ligue de diamant | 4e       | 400 m haies | détails       |
| 2015 | Championnats d'Europe en salle    | Prague           | 6e       | 400 m       | 53 s 20       |
| 2015 | Championnats d'Europe en salle    | Prague           | 4e       | 4 × 400 m   | 3 min 32 s 08 |
| 2015 | Championnats d'Europe par équipes | Heraklion        | 3e       | 400 m       | 52 s 30       |
| 2015 | Championnats d'Europe par équipes | Heraklion        | 1re      | 4 x 400 m   | 3 min 32 s 37 |
| 2017 | Championnats d'Europe par équipes | Lille            | 4e       | 400 m haies | 55 s 59       |

### National
- Championnats de République tchèque d'athlétisme en plein air : 
  - vainqueur du saut en longueur en 2004, 2005, 2006 et 2009.

## Records personnels
| Épreuve     | Performance | Lieu      | Date           |
| ----------- | ----------- | --------- | -------------- |
| 100 m haies | 13 s 32     | Ostrava   | 12 juin 2008   |
| 400 m       | 50 s 84     | Ostrava   | 31 mai 2011    |
| 400 m haies | 54 s 24     | Helsinki  | 29 juin 2012   |
| Longueur    | 6,68 m      | Plzen     | 25 juin 2004   |
| Heptathlon  | 6 104 pts   | Kladno    | 19 juin 2008   |
| Pentathlon  | 4 632 pts   | Sheffield | 3 février 2008 |